# Старе Село (станція метро)
59°59′22″ пн. ш. 30°15′18″ сх. д. / 59.98944° пн. ш. 30.25500° сх. д.
Старе село (рос. Старая Деревня) — станція Фрунзенсько-Приморської лінії Петербурзького метрополітену, розташована між станціями «Хрестовський острів» і «Комендантський проспект»
До введення в експлуатацію ділянки «Достоєвська» - «Спаська» 7 березня 2009 тимчасово входила до складу Правобережної лінії.
Станція відкрита 14 січня 1999 у складі ділянки «Чкаловська» - «Старе Село» (без станції «Хрестовський острів»). Названа по розташуванню в однойменному історичному районі. У проекті станція носила назву «Сестрорецька».

## Технічна характеристика
Конструкція станції — односклепінна глибокого закладення (глибина закладення —  61 м). Вихід у місто здійснюється чотиристрічковим похилом ходом (діаметр 10,5 м), який починається з північного торця станції.

## Вестибюль
Наземний вестибюль знаходиться на стилобаті (до його дверей піднімаються сходи) і розташований незвичайним чином: його головний фасад звернений не на трасу, а в бік парку трьох інших видів наземного транспорту. Архітектура павільйону цікава своєю високою аркадою (арки висотою 6 м), розділеної на частини заскленими трикутними ковпаками. Дах має хрестоподібний ліхтар денного світла. Куполоподібної форми стелю ескалаторного залу прикрашає кільцева люстра з оригінальними світильниками. Освітлення також вирішено у вигляді світильників денного світла на алюмінієвих підвісних стелях. В оздоблені фасадів і обробці інтер'єрів використано анодований алюміній і натуральний камінь — мармур, граніт, сааремський доломіт. При відкритті більша частина головного фасаду не мала оздоблення. Її доробили пізніше. Задній округлений фасад спрямовано у бік залізничної платформи.
Вихід у місто на Торф'яну дорогу, до Лілової алеї, Меблевої вулиці, а також до залізничній платформі Старе Село.

## Колійний розвиток
Так як станція «Старе Село» була кінцевою станцією Правобережної лінії у 1999-2005 рр.., на перегоні «Старе Село» - «Комендантська проспект» знаходяться з'їзди в оборотні тупики та пункт технічного огляду Фрунзенсько-Приморської лінії . Похил перегону — сорокатисячний. Через це кінець ПТО розташовано на 15 метрів вище перегінних тунелів, і вони пов'язані з ПТО сходами. Колійний розвиток станції дозволяє тримати на ній «гарячий резерв», обертати склади і давати можливість відстою несправного складу.

## Оздоблення
Колійні стіни оздоблені сіро-блакитним уральським мармуром «уфалєй» і мають сильно протяжні арки неглибокого рельєфу, схожі на арки мостів. На стінах розташовані невеликі мідні решітки з квітковим малюнком. По осі платформи встановлено сім високих торшерів, стилізованих під міські ліхтарі. Чавунні торшери у верхній їх частини мають по вісім оригінальних світильників, і дерев'яні лави. Глуха торцева стіна, як і вестибюль, прикрашена арками. У центрі композиції — мозаїчна картина, що зображає на синюватому тлі вазу з квітами і веселку.
В 2009 році на станції було запроваджено новий інформаційний простір.